# 930년대
930년대는 930년부터 939년까지를 가리킨다.